# Coupe d'Europe de marche 2017
Navigation
Édition précédente Édition suivante
La 12e édition de la Coupe d'Europe de marche s'est déroulée le 21 mai 2017 à Poděbrady en République tchèque.

## Médaillés
| Épreuves                  | Or                                    | Or            | Argent                 | Argent        | Bronze                | Bronze        |
| ------------------------- | ------------------------------------- | ------------- | ---------------------- | ------------- | --------------------- | ------------- |
| Individuel                |                                       |               |                        |               |                       |               |
| 20 km hommes              | Christopher Linke GER                 | 1 h 19 min 28 | Miguel Ángel López ESP | 1 h 20 min 21 | Perseus Karlström SWE | 1 h 20 min 40 |
| 50 km hommes              | Ivan Banzeruk UKR                     | 3 h 48 min 15 | Ihor Hlavan UKR        | 3 h 48 min 38 | Michele Antonelli ITA | 3 h 49 min 07 |
| 10 km junior (U20) hommes | Leo Köpp GER                          | 41 min 08     | Mikita Kaliada BLR     | 41 min 19     | Łukasz Niedziałek POL | 41 min 28     |
| 20 km femmes              | Antonella Palmisano ITA               | 1 h 27 min 57 | Ana Cabecinha POR      | 1 h 29 min 44 | Laura García-Caro ESP | 1 h 29 min 57 |
| 10 km junior (U20) femmes | Yana Smerdova Athlète neutre autorisé | 46 min 39     | Meryem Bekmez TUR      | 46 min 48     | Teresa Zurek GER      | 46 min 51     |
| Par équipes               |                                       |               |                        |               |                       |               |
| 20 km hommes              | Espagne                               | 30 pts        | Allemagne              | 35 pts        | Irlande               | 45 pts        |
| 50 km hommes              | Ukraine                               | 9 pts         | Italie                 | 19 pts        | Espagne               | 34 pts        |
| 10 km junior (U20) hommes | Biélorussie                           | 9 pts         | France                 | 11 pts        | Ukraine               | 14 pts        |
| 20 km femmes              | Espagne                               | 18 pts        | Italie                 | 34 pts        | Lituanie              | 36 pts        |
| 10 km junior (U20) femmes | Espagne                               | 10 pts        | Grèce                  | 12 pts        | Allemagne             | 14 pts        |